# Список караван-сараев в Азербайджане
Список караван сараев в Азербайджане — караван-сараи расположенные на территории  Азербайджанской Республики.
Первые караван-сараи  были построены 5-6 тысяч лет назад.  Караван-сарай  переводится  как дворец на торговом пути.
Расположение древних караванных маршрутах на территории Азербайджана, а также благоприятное географическое положение и климат способствовали формированию крупномасштабной торговли в этом районе. Караван-сараи были построены вместе с банями и мечетями для удобства торговцев на караванных маршрутах. 

## Список караван-сараев
| Название                             | Дата сооружения | Местоположение     | Примечания | Фото |
| ------------------------------------ | --------------- | ------------------ | --- | ---- |
| Нижний караван-сарай                 | XVI-XVIII вв.   | Шеки               | Караван-сарай расположен в Шеки. Карван-сарай был построен местными мастерами. |      |
| Караван-сарай Аги Гахрамана Мирсиаба | XIX век         | Шуша               | Караван-сарай, расположенный в Шуше относится к XIX веку. Караван-сарай находится на улице Мирза Фатали Ахундова. | —    |
|                                      | XVII-XVIII вв.  | Шахбузский район   | — |      |
| Караван-сарай Бухара                 | XV век          | Баку               | [ 6 ] |      |
| Карван-сарай Джульфа                 | Неизвестно      | Джульфинский район | В 1974 году были обнаружены оползни, а строительство здания было завершено в 1978 году. | —    |
| Двухэтажный Караван-сарай            | XV век          | Баку               | |      |
| Двухэтажный Караван-сарай            | XIX век         | Шуша               | Караван-сарай, расположенный в Шуше относится к XIX веку. Караван-сарай находится на улице Говхардана. | —    |
| Караван-сарай                        | XVIII век       | Шуша               | Караван-сарай, расположенный в Шуше принадлежит к XVIII веку. Караван-сарай находится на улице Вагиф. | —    |
| Маленький караван-сарай              | XV-XVI вв.      | Баку               | Карван-сарай был построен в XV начале XVI вв. |      |
| Караван-сарай Мултани                | XIV век         | Баку               | Реставрационные работы были выполнены в 1973-1974 годах. |      |
| Караван-сарай Караджи                | Средние века    | Апшеронский район  | |      |
| Каргабазар (караван-сарай)           | 1681 год        | Физули (город)     | Несмотря на то что в источниках строительство карван-сарая датируется 1681 годом, имя архитектора неизвестна. | —    |
| Карван-сарай братьев Сафаровых       | XVIII век       | Шуша               | Караван-сарай, расположенный в Шуше принадлежит к XVIII веку. Караван-сарай находится на улице Окарулу. | —    |
| Караван-сарай Шах Аббаса             | XVII век        | Гянджа             | Караван-сарай был построен в стиле восточной архитектуры, основанный на проекте шейха Бахаддина Мохаммеда Амили, который жил в XVII веке.При строительстве использовались яйцо с глиной и известь с запечёнными красными кирпичами. |      |
| Караван-сарай Угурлу хана            | XVII век        | Гянджа             | Караван-сарай был построен в 1663-64 годах Угурлу Ханом, племянником Муртузакулухана Зиядоглу, который принадлежал к семье ханов.                                                                                                   | —    |
| Xanlıq Muxtar karvansarası           | XVIII век       | Шуша               | Караван-сарай, расположенный в Шуше принадлежит к XVIII веку. Караван-сарай Мирза Фатали находится на улице Ахундова. | —    |
| Верхний караван-сарай                | XVIII-XIX вв.   | Шеки               | [ 13 ] |      |

## Внешние ссылки
- Караван-сараи - Азербайджанское гостеприимство (недоступная ссылка)
- Шеки: город караван-сараев
- Караван-сараи